# Château de Beaumont-sur-Sarthe
Pour les articles homonymes, voir Château de Beaumont.
Le château de Beaumont-sur-Sarthe est localisé sur la commune de Beaumont-sur-Sarthe, dans le département de la Sarthe, en région Pays de la Loire.
Cette forteresse est construite entre le XIe  et le  XIIe siècle. La date exacte de sa fondation n'a pas été déterminée avec plus de précision et demeure, en l'état actuel, débattue. Le château belmontais, au cours de cette période, le Moyen Âge « classique », érigé à la demande des seigneurs locaux : issus les vicomtes du Mans et de Beaumont. La demeure seigneuriale est conçue en pierre maçonnée et présente un style architectural roman.
Depuis sa fondation, le château a tour à tour fait l'objet de conflits, d'invasions et de destruction partielle, notamment pendant la guerre de Cent Ans.
Le 6 janvier 1927, un arrêté ministériel attribue au château médiéval de Beaumont-sur-Sarthe, ancienne demeure des Vicomtes du Maine, une inscription sur la liste des monuments historiques de France.
Du château belmontais, il ne demeure actuellement que certaines parties encore intactes, d'autres se présentant sous forme de ruines.

## Localisation
| - OpenStreetMap Localisation du Château. |

Le château est situé à proximité du cœur de ville de Beaumont-sur-Sarthe, au sein du canton de Sillé-le-Guillaume, dans l'arrondissement de Mamers, département de la Sarthe, en région des Pays de la Loire.
Par ailleurs, et de manière plus précise, il se dresse en surplomb du cours de la Sarthe. Enfin, il est en outre longé par la « rue du Mans » (route départementale 338), à l'Ouest, et la « Rue du Château », au Nord-Est.

## Histoire
Cette forteresse est construite entre le XIe  et le  XIIe siècle. La date exacte de sa fondation n'a pas été déterminée avec plus de précision et demeure, en l'état actuel, débattue. Elle est, à cette époque (le Moyen Âge « classique »), commanditée par les seigneurs locaux issus de la dynastie des vicomtes du Mans et de Beaumont.
Depuis sa fondation et celle de la cité auquel il est rattaché, l'édifice a successivement connu plusieurs guerres et changements de domaniaux et notamment induits par les conflits de la seconde moitié du XIe siècle opposant les Comtes du Maine et les Ducs de Normandie, dont, entre autres, Guillaume le Conquérant (dit « le Bâtard ») et Hubert de Beaumont, entre 1062 et 1064.
En 1073, le château est investi par les troupes anglaises de Guillaume le Conquérant. Une décennie plus tard, en 1083, le souverain anglais restitue la demeure seigneuriale à son propriétaire par droit de sang.
Un peu plus d'un demi-siècle plus tard, en 1135, alors que le domaine de Beaumont et de son château sont sous la gestion seigneuriale de Roscelin Ier, fils de Raoul VII et petit-fils d'Hubert II, la cité sarthoise et son édifice font à nouveau l'objet de pillages et d'incendies par les Anglais.
Au cours de la Guerre de Cent Ans, en 1417, le château est pris par le souverain d'Angleterre Henri V (1386-1422). Entre 1418-1443, l'édifice se retrouve tour à tour aux mains des seigneurs locaux et des Anglais, jusqu'à ce que, en 1449, les troupes d'outre-Manche, alors sous le commandement militaire d'Osbern Mundeford, en soient définitivement expulsées.
Au terme du XVe siècle, une ordonnance effectuée par Louis XI et visant à pérenniser une paix durable entre les seigneuries locales, entraîne la démolition de leurs anciennes places fortes. Le château belmontais, à l'instar de la plupart des forteresses appartenant au territoire territoire royal, font l'objet d'un démontage. Toutefois, seul l'étage supérieur du donjon est démantelé et les structures maçonnées de l'enceinte subissent une coupe au niveau de leur point d'arase afin de transformer celle-ci en cour intérieure. De la demeure des vicomtes de Beaumont, il ne reste dès lors plus que son assise et sa tour d'angle. Ultérieurement, le château ayant perdu son principal statut de défense de la cité, plus aucune garnison n'y fut abritée.
Bien que la forteresse demeure partiellement détruite, elle bénéficie, à la fin des années 1920, en date du 6 janvier 1927, d'une inscription sur la liste des monuments historiques de France par arrêté ministériel.

## Description
Le château est bâti dans un style architectural roman et se classe dans le groupe des premiers donjons conçus en pierre taillée et ayant un plan au sol de forme rectangulaire ou carrée, à l'instar des châteaux des Carmes, à Beaugency, de Loches, de Courmenant, à Rouez-en-Champagne, ou encore celui de Saint-Jean, à Nogent-le-Rotrou,.
Bien qu'il n'en demeure que des vestiges, il est possible d'en restituer son aspect d'origine. Le château belmontais se présentait sous la forme globale d’un rectangle, mais irrégulier,. Il possédait une longueur moyenne d'environ 33 mètres et une largeur de 22 mètres,. La façade Nord se développait sur un espace supplémentaire de 2 mètres par rapport à celle du Sud. Situées en surplomb de la Sarthe, les structures maçonnées de l'édifice se développaient sur une hauteur approximative estimée à 30 mètres (soit environ 10 de plus que maintenant), et leur épaisseur variait entre 2.50 et 3,30 mètres, selon leur orientation, les sections les plus épaisses se présentant face aux chemins d'accès du site,.
L'essentiel du logis, c'est-à-dire les lieux d'habitations privatifs des seigneurs de Beaumont et de leur famille, se situaient au sein de la section supérieure du château,. Le corps de logis était muni, sur son angle Nord, d'une tour fortifiée de 6 mètres de diamètre et de forme circulaire,. Cet ouvrage de fortification avait pour objectif de guetter la cité belmontaise et ses alentours. Par ailleurs, les murs de la demeure seigneuriale étaient doublés par de puissants contreforts évoluant sur les angles Sud-Est et Nord-Ouest,. Ces contreforts sont constitués de grès « roussard » (pierre locale) et se développent sur une largeur d'environ 2 mètres pour une saillie avoisinant 0,80 mètre.
Située sur son côté oriental, une bayle (ou « baille ») se déployait,. Cette extension, qui faisait également office d'avant-poste, abritait l'ensemble des dépendances du château, telles que les communs et les écuries,.

## Galerie

Aperçus du château de Beaumont-sur-Sarthe
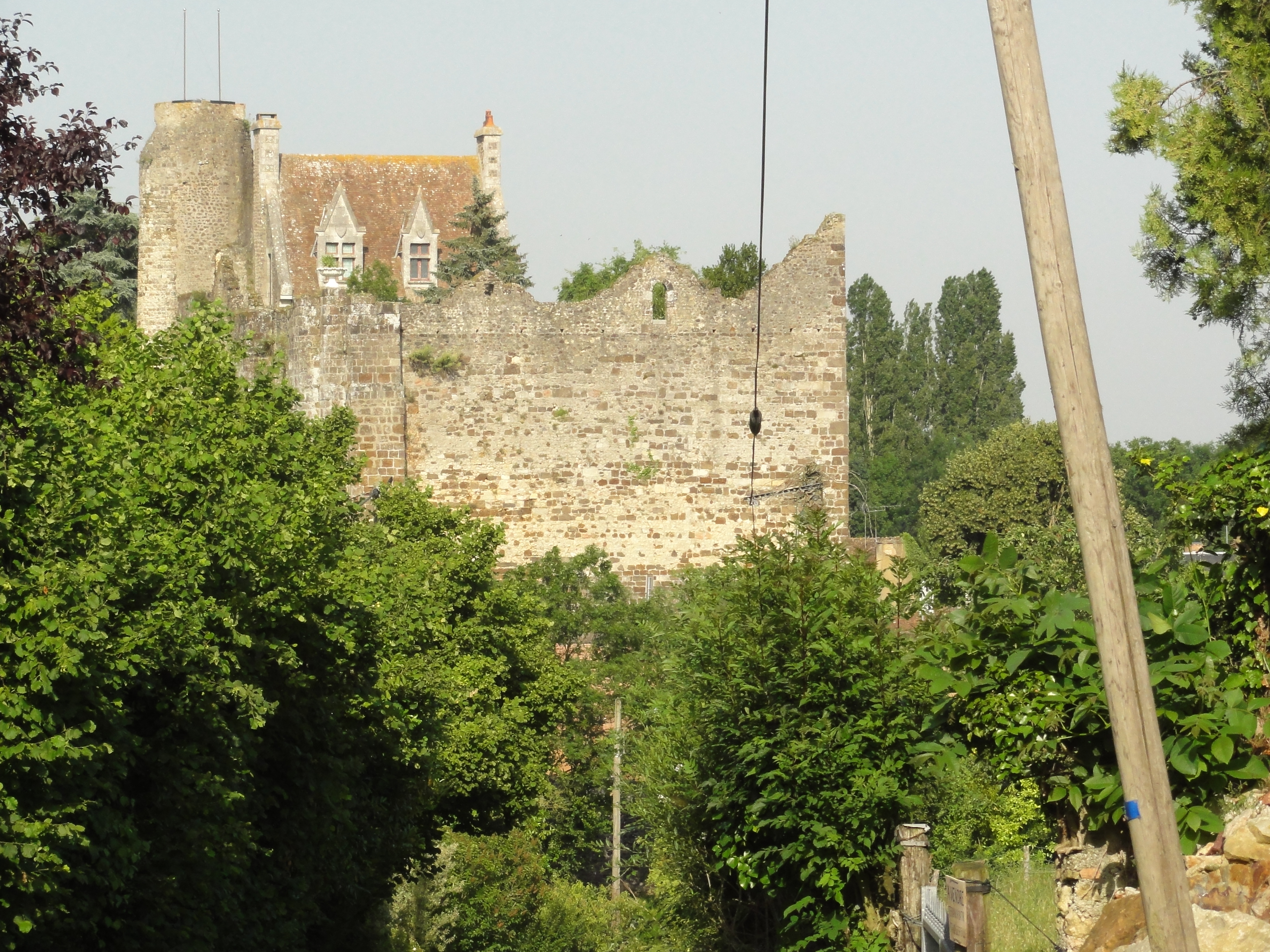
Château, coté ouest.
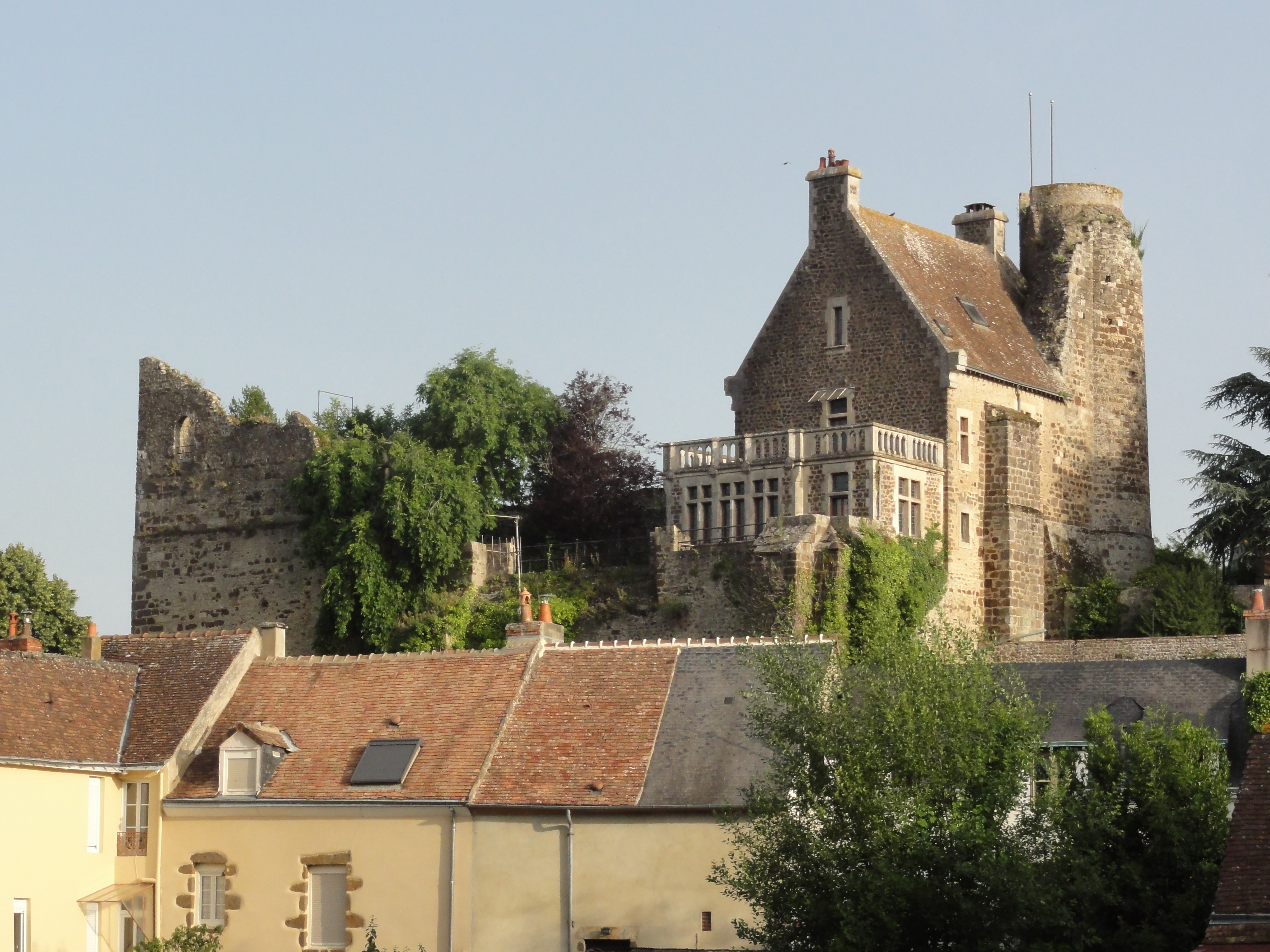
Château, coté sud-est.
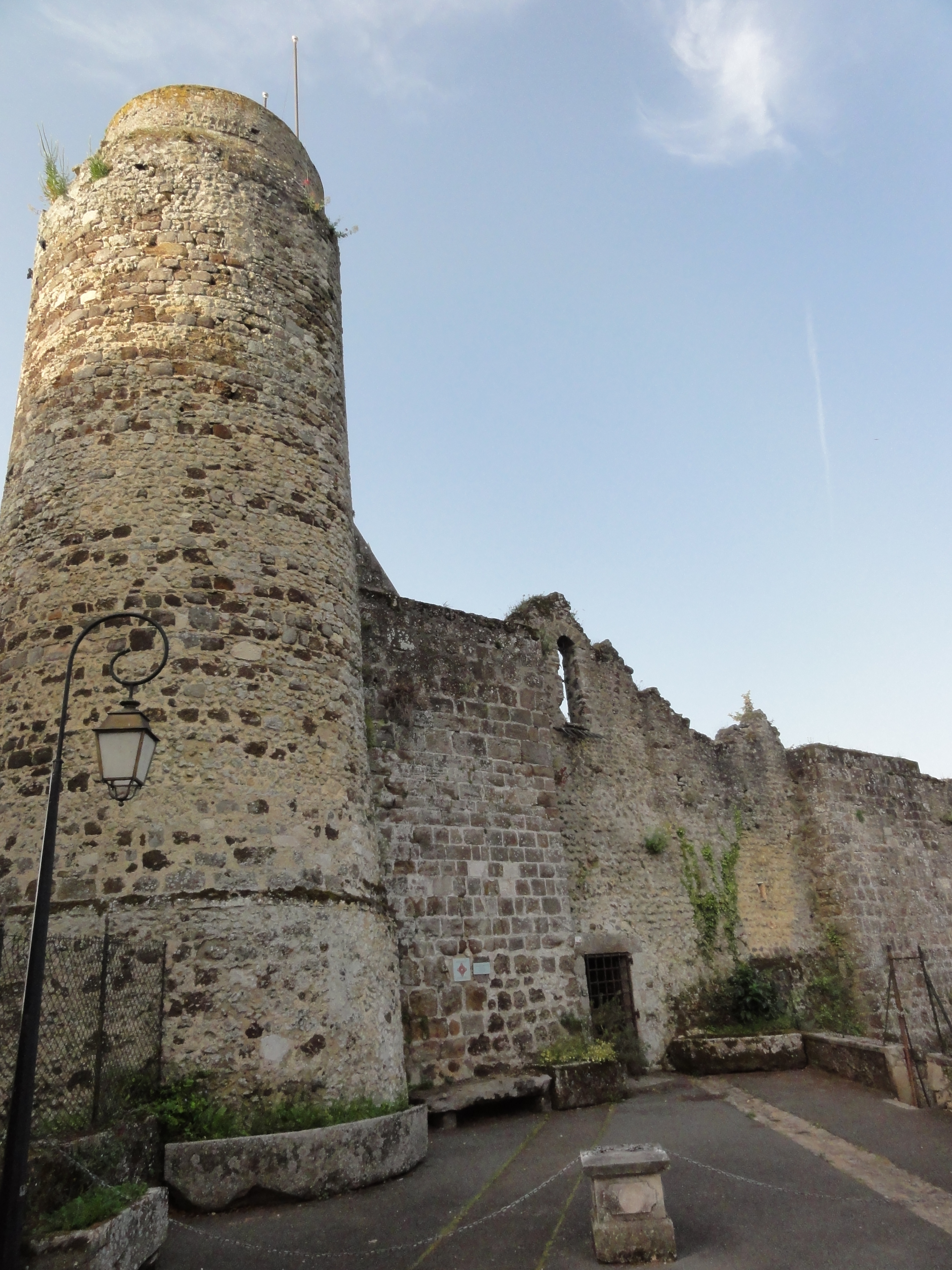
Tour d'angle du château et vestiges des fortifications et
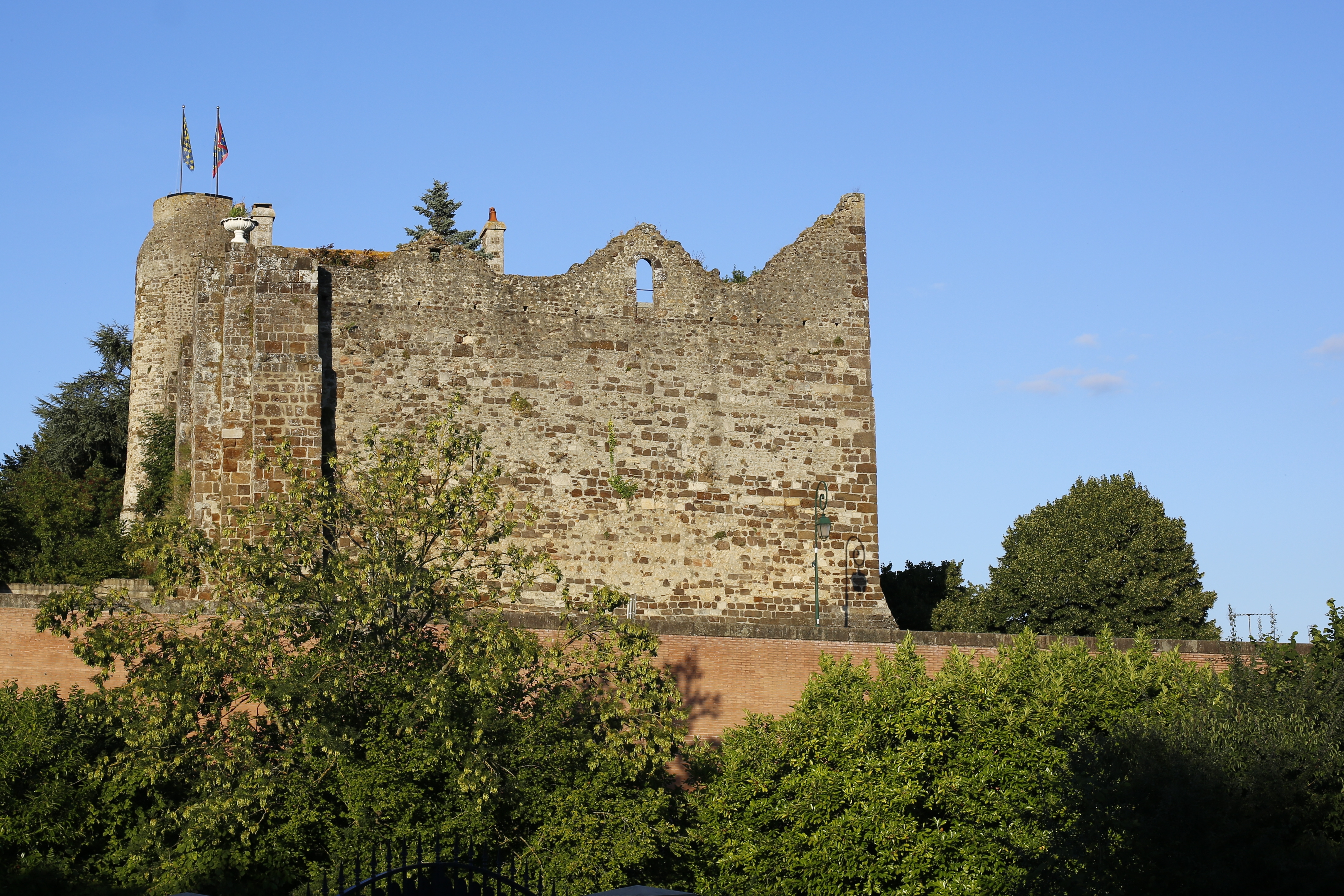
Vestiges des fortifications, avec à gauche la tour d'angle.
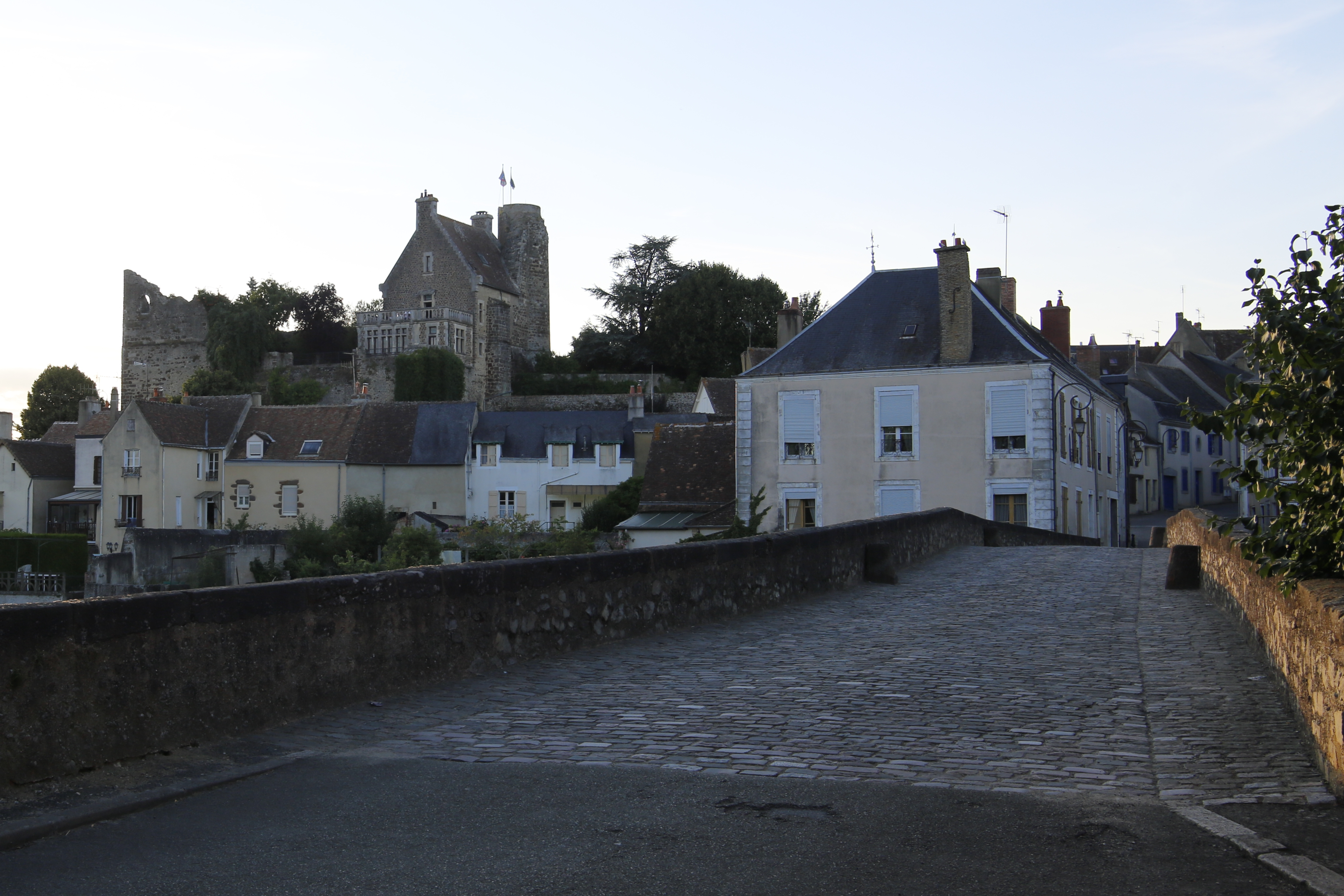
Le « Pont Romain » (au premier plan) et les ruines du château (à gauche, en arrière-plan).
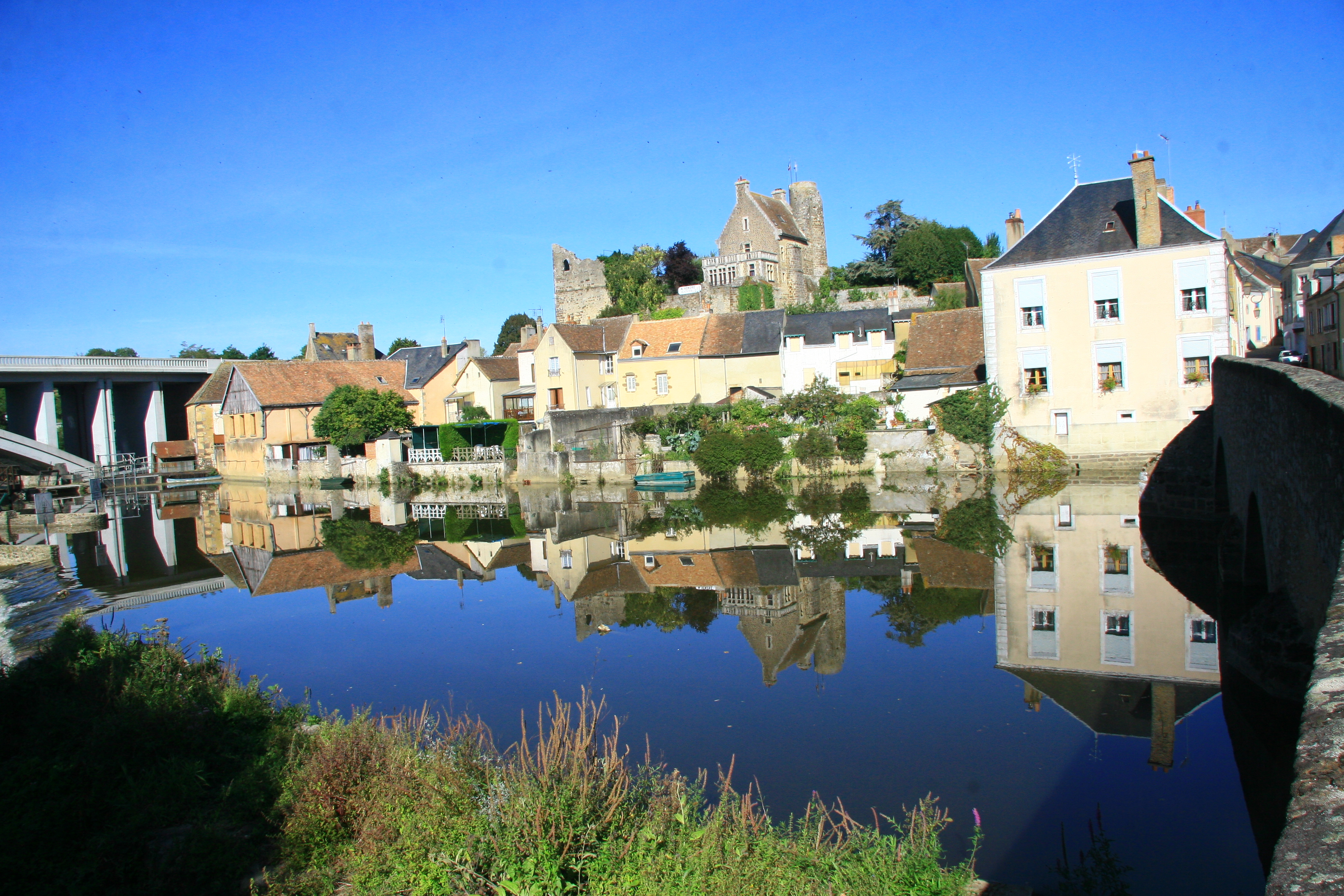
La ville de Beaumont-sur-Sarthe, le cours de la Sarthe et le château en arrière-plan.